# Эссе (филателия)

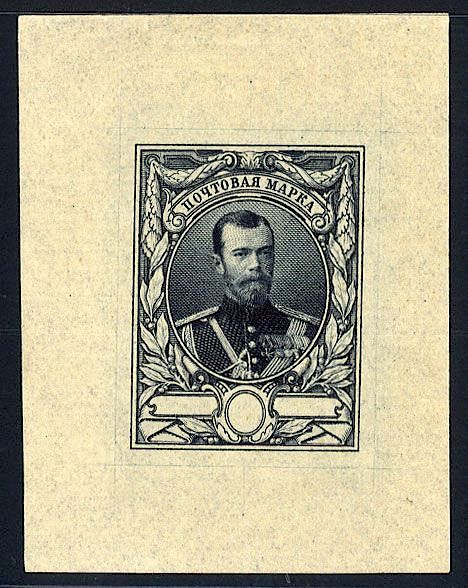
Эссе марки Российской империи с портретом Николая II, выполненное Л.-Э. Мушоном (1903)

Эссе́ — в филателии напечатанный прототип, эскиз, проект почтовой марки, предполагавшейся к выпуску, но не утверждённой и потому нереализованной.

## Описание
Эссе следует отличать как от проекта почтовой марки (рисунка-прототипа будущей марки, выполненного художником), так и от пробной марки (отпечатанного прототипа марки, утверждённой к выпуску).
Эссе встречаются редко, так как обычно их производят в очень ограниченном числе экземпляров только в качестве образцов, и они не поступают в открытую продажу. Доступ к ним, как правило, имеют только лица, работающие в этой же системе.
Эссе обычно хранятся в почтовых музеях и почтовых архивах или у причастных к производству почтовых марок лиц, но иногда попадают в частные коллекции. Эссе вызывают значительный интерес филателистов, поскольку наглядно демонстрируют стадии творческого процесса создания почтовой марки.

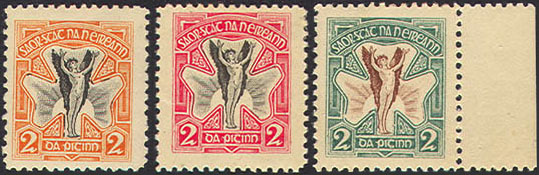
Три ирландских марки-эссе (1922; изготовлены фирмой Hely Ltd)
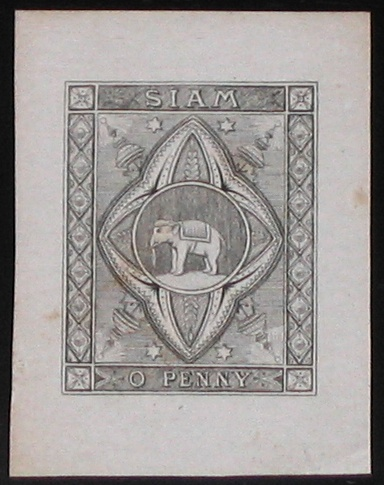
«Слоновье эссе» (Elephant Essay) марки Сиама (начало 1880-х годов)

## История
Возможно, самое первое известное эссе, сохранившееся до настоящего времени, — это эссе британской марки с портретом супруга королевы принца-консорта Альберта, относящееся к 1850 году.
В Центральном музее связи имени А. С. Попова, в государственной коллекции, хранятся эссе невыпущенных штемпельных марок, предшествовавших появлению в 1857 году первых почтовых марок Российской империи.
| Эссе первых штемпельных марок России (1856) | Эссе первых штемпельных марок России (1856) |
| ------------------------------------------- | ------------------------------------------- |
|                                             |                                             |